# Florus van Rooijen
Florus van Rooijen (Utrecht, 15 december 1977) is een Nederlandse stem- en musicalacteur.
Op 9 juni 2010 heeft hij de première gehad van de musical "Misery", naar het gelijknamige boek van Stephen King. Zowel de muziek als teksten zijn van Van Rooijens hand. Daarnaast had hij de regie over deze voorstelling. Deze vond plaats in Het Werkteater.

## Stemmen

### Televisieseries
- 1993 – Animaniacs – Wakko
- 2003 – Dora the Explorer – Zwieber/De kaart (2e stem)
- 2003 – Sonic X – Knuckles
- 2005 – Super Robot Monkey Team Hyperforce Go! – Chiro Takashi
- 2005 – American Dragon: Jake Long – Jake
- 2005 – Ben 10 – Ben Tennyson, Benwolf en Upgrade
- 2005 – A.T.O.M – Hawk
- 2006 – Skyland – Mahad
- 2006 – Fantastic Four: World's Greatest Heroes – Human Torch
- 2007 – Wayside – Todd
- 2008 – Ben 10: Alien Force – Ben Tennyson, Albedo
- 2008 – Total Drama Island – Noah
- 2008 – De Vervangers – Shelton
- 2008 – Avatar: De Legende van Aang – Teo en overige stemmen
- 2009 – Huntik: Secrets & Seekers – Cherit, Santiago
- 2009 – Jimmy Two-Shoes – Jimmy
- 2009 – Matt's Monsters – Matt
- 2009 – Pokémon – Professor Oak
- 2009-2020 - Star Wars: The Clone Wars – Gevechtsdroids
- 2010 – Ben 10: Ultimate Alien – Ben Tennyson, Ben Tennyson (Young)
- 2010 – Big Time Rush – Mr. Bitters
- 2011 – Matt Hatter Chronicles – Craw
- 2011 – Regular Show – High Five Spook
- 2011 – Tijd voor Avontuur – L.S.P.
- 2012 – Lab Rats – Eddie
- 2012-2017 – Ultimate Spider-Man – Deadpool/Wade Wilson, Flash Thompson/Agent Venom, Batroc the Leaper
- 2012 – Teenage Mutant Ninja Turtles (animatieserie, 2012) – Krang
- 2012 – Power Rangers: Samurai – Farkas "Bulk" Bulkmeier
- 2013 – The Thundermans – Neef Blobbin
- 2013 – Dude that's my ghost! – Billy Joe Cobra
- 2013 – Hulk and the Agents of S.M.A.S.H. – Human Torch, A-Bomb/Rick Jones
- 2013 – See Dad Run – Onbekend
- 2015 – Thunderbirds Are Go – John Tracy
- 2015 – Alvinnn!!! and the Chipmunks – Alvin
- 2016 – Broodschappers – SwaySway
- 2016 – Pokémon Zon en Maan – Sophocles
- 2017 – Ducktales – Diederik Duck
- 2019-heden – Amphibia – Albus Eenders
- 2020 – Muppets Now – Scooter, Beaker
- 2021 – Star Wars: The Bad Batch - AZI-3, Gevechtsdroids
- 2021 – What If...? – Howard the Duck, Kurt en overige stemmen
- 2022 – Peperbollen – Hermann Sperber (seizoen 18, afl. 5)

### Films
- 1993 – Tim Burton's The Nightmare Before Christmas – Jack Skellington
- 2004 – Howl's Moving Castle – Calcifer
- 2007 – TMNT – Michelangelo
- 2008 – Scooby-Doo! and the Goblin King – The Amazing Krudsky
- 2008 – Kung Fu Panda – Overige stemmen
- 2008 – WALL-E – Overige stemmen
- 2008 – Snow Buddies – Sheriff Ryan / Deputy Dan, een van de honden van Jean-George
- 2009 – Up – Broeder George, Omega en Kampleider Strauch
- 2009 – Barbie en de Drie Musketiers
- 2010 – Alice in Wonderland – Het witte konijn
- 2010 – Shrek Forever After – Vader van Billenbroek, Tour Guide
- 2010 – The Legend of Secret Pas – Loo
- 2010 – Barbie in een Modesprookje
- 2011 – De gelaarsde kat – Overige stemmen
- 2011 – De Smurfen – Brilsmurf
- 2011 – The Smurfs: A Christmas Carol – Brilsmurf
- 2012 – The Muppets – Rowlf, Floyd Pepper
- 2013 – De Smurfen 2 – Brilsmurf
- 2013 – The Smurfs: The Legend of Smurfy Hollow - Brilsmurf
- 2013 – Monsters University – Overige stemmen
- 2014 – Muppets Most Wanted – Rowlf, Floyd Pepper, Beaker
- 2014 – The Lego Movie – Benny
- 2014 – Barbie De Parel Prinses
- 2015 – Heidi – Vader (bijrol)
- 2016 – Finding Dory – Bubbels
- 2019 – The Lego Movie 2: The Second Part – Benny
- 2019 – Thomas de Stoomlocomotief, Opgraven & Ontdekken
- 2020 – Lassie
- 2020 – Star Wars: Visions – Stemregie
- 2021 – Seal Team
- 2021 – Muppets Haunted Mansion – Rowlf, Floyd Pepper, Scooter, Beaker, Inktvis Geest
- 2022 – Pinocchio – Priester
- 2023 – The Super Mario Bros. Movie – Mario
- 2023 – Mavka. The Forest Song – Hush
- 2023 – Spider-Man: Across the Spider-Verse – Walla
- 2023 – Once Upon a Studio – Iago, Robin Hood
- 2024 – Binnestebuiten 2 – Buidel
- 2024 – Sonic the Hedgehog 3 – Overige stemmen